# 3425 Hurukawa
3425 Hurukawa è un asteroide della fascia principale del diametro medio di circa 25,4 km. Scoperto nel 1929, presenta un'orbita caratterizzata da un semiasse maggiore pari a 2,9983318 UA e da un'eccentricità di 0,0901135, inclinata di 9,23583° rispetto all'eclittica.